# Hydraena converga
Hydraena converga är en skalbaggsart som beskrevs av Perkins 2007. Hydraena converga ingår i släktet Hydraena och familjen vattenbrynsbaggar. Inga underarter finns listade i Catalogue of Life.